# Janská
Janská (en allemand : Johnsbach ou Jonsbach) est une commune du district de Děčín, dans la région d'Ústí nad Labem, en Tchéquie. Sa population s'élevait à 214 habitants en 2021.

## Géographie
Janská se trouve dans la vallée de la Kamenice, au confluent des ruisseaux Olešnička et Bílý potok, à 11 km au nord-nord-est de Děčín, à 27 km au nord-est d'Ústí nad Labem et à 89 km au nord de Prague.
La commune est limitée par Jetřichovice au nord, par Kunratice au nord-est, par Česká Kamenice à l'est et au sud, par Veselé au sud, et par Huntířov et Srbská Kamenice à l'ouest.

## Histoire
La première mention du village remonte à 1380.
Pendant la Seconde Guerre mondiale, Janská et ses environs devinrent un centre de production d'armements. Le 1er octobre 1942, les usines textiles Preidl de Rabštejn, Janská et Česká Kamenice furent confisquées par le Reich et cédées à la société Weser Flugzeugbau GmbH (WFG) de Brême, dont les usines étaient la cible des bombardiers britanniques. WFG transféra au cours des mois suivants ses machines et une partie de son personnel à Janská. L'accroissement de la production entraîna la création de plusieurs camps de prisonniers et d'un camp de concentration dans les environs. Le camp de Rabstein (cs),,, est évoqué par François Cavanna dans Les Russkoffs (1979). Au total, 6 000 travailleurs forcés, prisonniers de guerre et prisonniers du camp de concentration originaires de 18 pays travaillaient pour WFG. Le camp de concentration était un camp satellite du camp de concentration de Flossenbürg, qui fut construit en juillet 1944. Sept cents prisonniers y étaient détenus ; ils étaient principalement employés au creusement de galeries dans le grès destinées à une usine souterraine et dans une moindre mesure à la fabrication dans l'usine WFG. À la libération du camp, en avril 1945, c'est-à-dire en l'espace de huit mois, un volume de 17 500 m3 avait été excavé sur les 80 000 m3 prévus.
Après la guerre, le camp servit de camp de transit pour les Allemands des Sudètes expulsés en Allemagne. Un mémorial aux victimes du fascisme a été érigé et un musée rappelle l'histoire du camp.

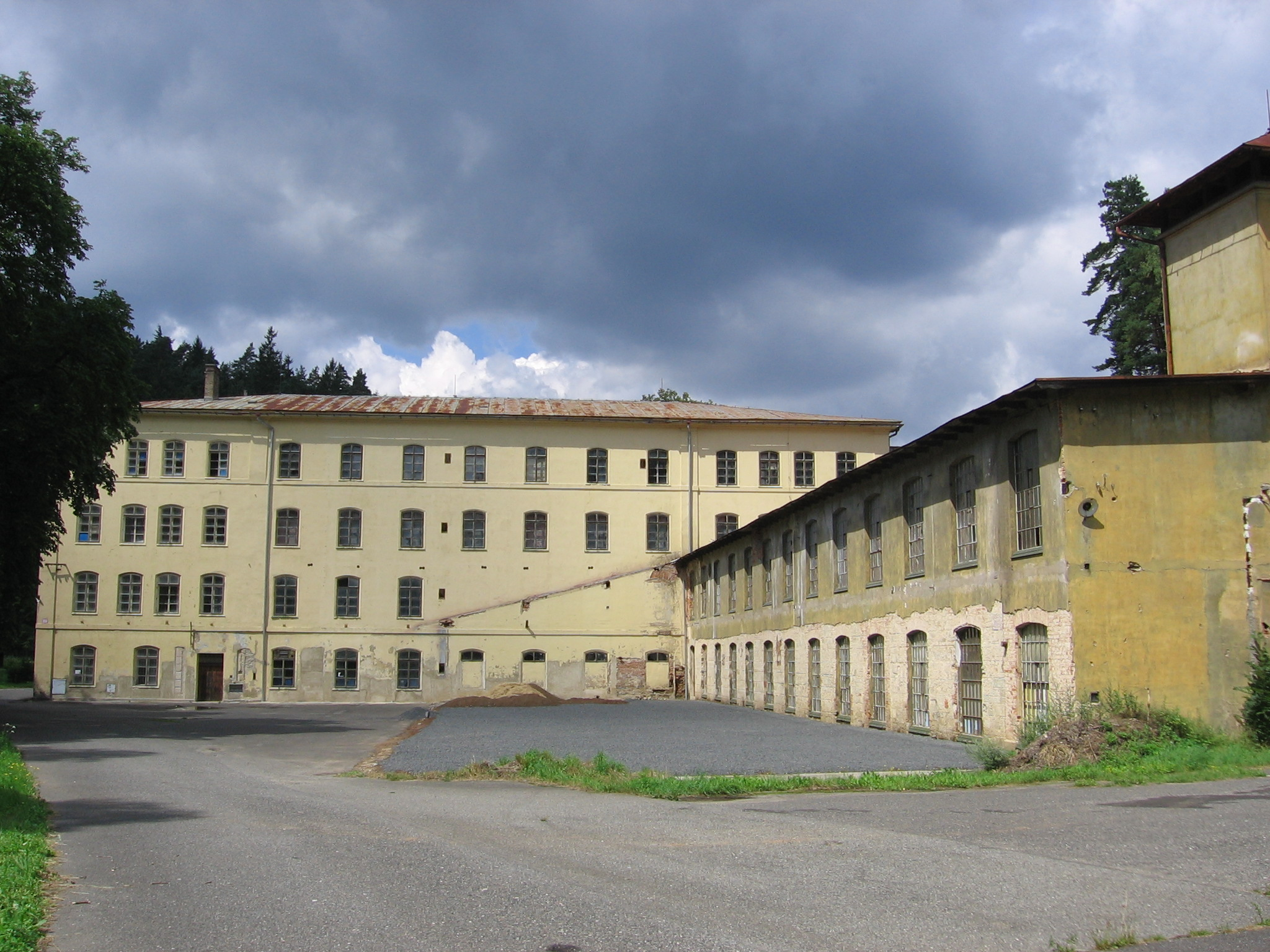
L'ancienne usine WFG de Rabštejn.
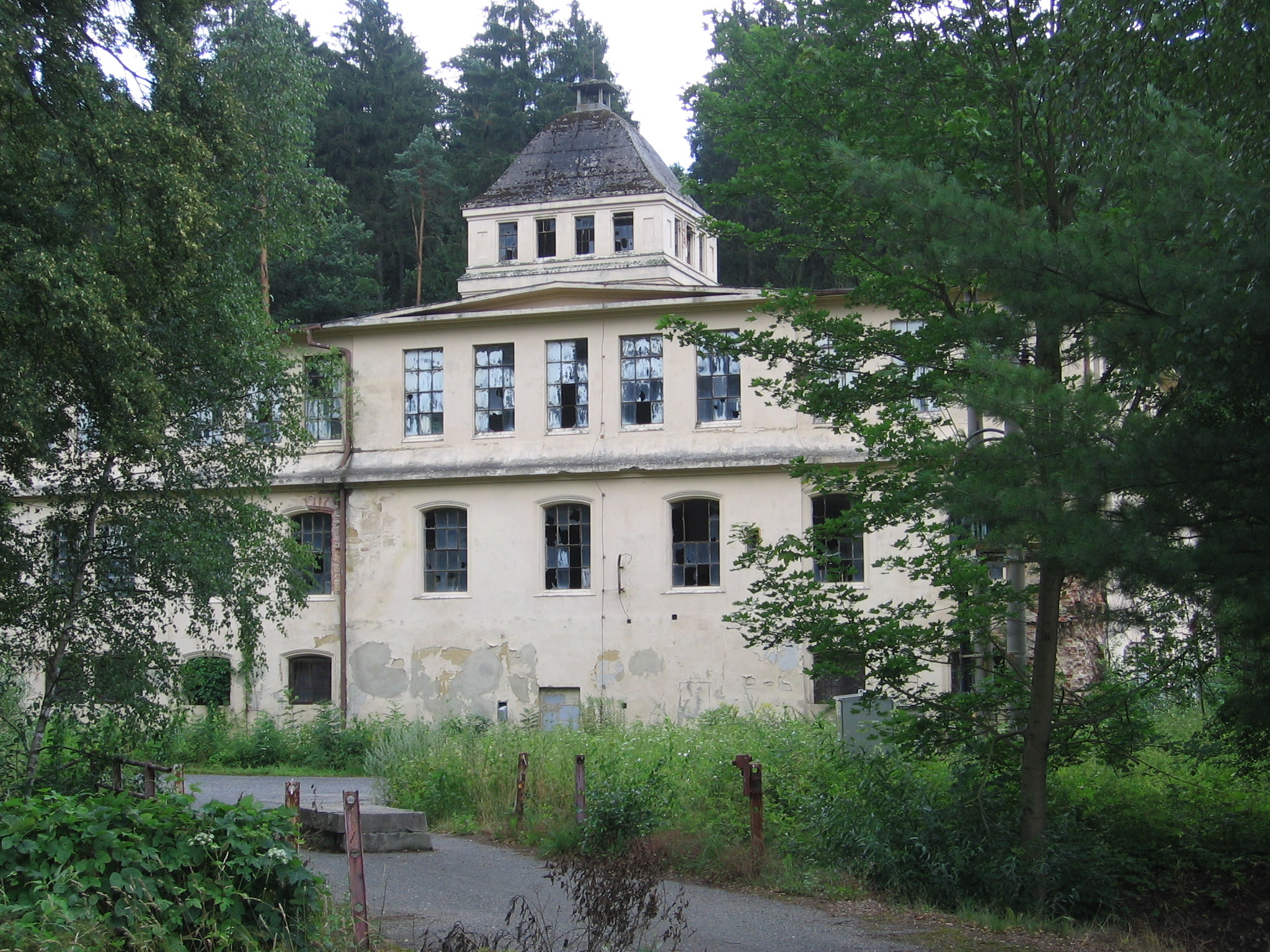
L'ancienne usine WFG de Rabštejn.

## Transports
Par la route, Janská se trouve à 14 km de Děčín, à 39 km d'Ústí nad Labem et à 113 km de Prague.